# 波亞納克里斯泰伊鄉
45°39′N 26°59′E / 45.650°N 26.983°E
波亞納克里斯泰伊鄉（羅馬尼亞語：Comuna Poiana Cristei, Vrancea），是羅馬尼亞的鄉份，位於該國東部，由弗朗恰縣負責管轄，處於布加勒斯特以北150公里，每年平均降雨量919毫米，海拔高度391米，2002年人口2,739。